# Arled Cadavid
Arled Cadavid (Girardota, Antioquia, Colombia, 29 de marzo de 1991) es un futbolista colombiano. Juega de portero y actualmente milita en Internacional fútbol club de palmira de la Categoría Primera B colombiana.

## Trayectoria
Se inició en el Itaguí Ditaires , luego pasa a las Águilas Doradas donde pudo debutar en el 2012 en un partido contra el Cúcuta Deportivo donde el resultado fue a favor de su equipo.En el 2014 pasa al Deportivo Rionegro donde fue titular indiscutible; siendo pieza fundamental del equipo en el camino al ascenso, el cual disputaría la final con el deportes quindio del torneo postobon 2-2014 y que terminó con el subcampeonato del equipo antioqueño, pero lo cual no impidió que el guardameta fuera una de las figuras de su equipo.
En el 2015 llega al Manta FC a probarse donde el DT Jefferson Huerta le da el visto bueno y es contratado por este equipo.
En el año 2019 llegaría como refuerzo a América de Cali donde logró quedar campeón del torneo finalización de ese mismo año.

## Clubes
| Club             | País     | Año               | Partidos | Goles |
| ---------------- | -------- | ----------------- | -------- | ----- |
| Águilas Doradas  | Colombia | 2012 - 2013       | 14       | 0     |
| Leones           | Colombia | 2014              | 46       | 0     |
| Manta            | Ecuador  | 2015              | 0        | 0     |
| Leones           | Colombia | 2016 - 2018       | 74       | 0     |
| América de Cali  | Colombia | 2019              | 16       | 0     |
| Deportes Quindío | Colombia | 2020 - 2021       | 0        | 0     |
| Llaneros FC      | Colombia | 2022 - 2023       | 9        | 0     |
| Jaguares         | Colombia | 2023 - Actualidad | 4        | 0     |

## Palmarés

### Títulos nacionales
| Título              | Club            | País     | Año  |
| ------------------- | --------------- | -------- | ---- |
| Categoría Primera B | Leones          | Colombia | 2017 |
| Torneo Finalización | América de Cali | Colombia | 2019 |